# Bella Vista (Paysandú)
Bella Vista ist eine Ortschaft in Uruguay.

## Geographie
Sie befindet sich auf dem Gebiet des Departamento Paysandú in dessen Sektor 4 östlich von Chapicuy und nordwestlich von Cerro Chato. In geringer Entfernung fließt westlich der Ortschaft der Arroyo Chapicuy Chico. Nordwestlich von Bella Vista entspringt zudem der de la Cantera, ein linksseitiger Nebenfluss des Río Daymán.

## Einwohner
Für Bella Vista wurden bei der Volkszählung im Jahr 2004 55 Einwohner registriert.
| Jahr | Einwohner |
| ---- | --------- |
| 1996 | -         |
| 2004 | 55        |

Quelle: Instituto Nacional de Estadística de Uruguay